# Trey Parker
Randolph Severn "Trey" Parker III, född 19 oktober 1969 i Conifer, Colorado, är en amerikansk manusförfattare, regissör, producent och röstskådespelare, mest känd för TV-serien South Park som Parker gör i samarbete med Matt Stone. Duon har också tillsammans med författar-kompositören Robert Lopez skapat hitmusikalen The Book of Mormon.

## Filmografi (i urval)

### Under studietiden
- 1989 – The Giant Beavers of Sri Lanka
- 1990 – First Date
- 1991 – American History
- 1992 – The Spirit of Christmas – Jesus vs Frosty

### Efter studietiden
- 1995 – The Spirit of Christmas
- 1995 – Your Studio and You
- 1996 – Cannibal! The Musical (inspelad 1993, släppt först 1996)
- 1997 – Orgazmo
- 1998 – BASEketball
- 1999 – South Park: Bigger Longer & Uncut
- 2004 – Team America: World Police
- 2017 – Dumma mej 3 (röst)

## The Book of Mormon
Parker och Matt Stone träffade Robert Lopez under sommaren 2003 efter att ha sett musikalen Avenue Q, vilken Lopez var delaktig i både som författare, kompositör och lyricist. Lopez nämnde att han ville skapa något som skulle handla om profeten Joseph Smith. Den då Team America-aktuella duon hade tänkt i samma banor, och de tre slog sig ihop.
Resultatet blev en prisbelönad musikal. The Book of Mormon, som klassas som religiös satir, handlar om två unga mormoner som skickas på ett tvåårigt missionsuppdrag i Uganda. 
Musikalen hade premiär på Broadway's Eugene O'Neill Theatre den 24 mars 2011, efter en månad av förhandsvisningar, med Andrew Rannells och Josh Gad i huvudrollerna. 2012 började en turné med musikalen runt USA, som kom att fortsätta till 2016. 2012-2013 fanns även en uppsättning i Chicago. Den 25 februari 2013 öppnade musikalen på Prince of Wales Theatre i London's West End. Gavin Creel och Jared Gertner hade spelat huvudrollerna under en del av USA-turnén och de repriserade dem i London. Flera turnéer och uppsättningar har funnits under åren, bland annat en i Sverige. Musikalen hade premiär i januari 2017 på Chinateatern i Stockholm med Linus Wahlgren och Per Andersson i huvudrollerna.